# Atímia
Atímia (en grec antic ἀτιμία, privat de l'honor) era la paraula grega que designava la privació de drets civils o de ciutadania, parcial o completa, temporal o perpetua. Es va utilitzar tant a Atenes com a Esparta, on als culpables se'ls anomenava Tresants, i a altres llocs, i en el seu temps implicava una pèrdua de l'honor de l'afectat.
L'epitímia (ἐπιτιμία) era la totalitat dels drets que tenia un ciutadà, i la seva privació era l'atímia, que entre els romans s'anomenava capitis deminutio. L'atímia estava vigent a l'Àtica des de les lleis de Dracó d'Atenes, encara que no es definia el seu significat, cosa que segons Demòstenes, volia dir que tothom en coneixia l'abast. El fragment conservat més important sobre l'atímia es troba a Andòcides, però és prou fosc com per no conèixer exactament les seves repercussions. Podia ser temporal o perpètua, i la perpètua era total o parcial.

## Atímia temporal
Aquest tipus d'atímia només durava fins que la persona castigada rectificava la negligència per la que se l'havia penat. No era un càstig per cap delicte, sinó una manera d'obligar el ciutadà a sotmetre's a les lleis. Era el càstig pels deutes a l'erari públic, tant si provenien d'una multa com si eren diners compromesos al realitzar una antídosis o compromís de pagament amb uns objectius concrets. Era una atímia total si es negava a pagar o no podia fer-ho. Si no pagava en el moment del canvi del prità, a finals de l'any, el deute es duplicava i es podien embargar i vendre les propietats del deutor. Si el total d'aquesta venda era suficient per pagar el seu deute sembla que l'atímia cessava, i si no, seguia fins a la mort del deutor i passava als seus hereus fins a amortitzar el que es devia. Mentre era viu, els fills del ciutadà acusat tenien tots els drets (epitímia). L'atímia de vegades comportava presó, com en el cas d'Alcibíades.

## Atímia perpètua
Èsquines d'Atenes explica detalladament les penes que suposaven aquest tipus d'atímia. No se li permetia exercir cap càrrec civil ni sacerdotal ni a Atenes ni a cap ciutat sota el seu domini. No podia ser nomenat herald ni ambaixador, ni parlar ni donar la seva opinió ni a l'ekklesia (assemblea) ni a la heliea (tribunal popular), ni tan sols podia comparèixer a l'àgora i estava exclòs de visitar els temples públics i d'oferir sacrificis públics. No podia presentar demandes ni actuar com a testimoni en cap tribunal de justícia, però tampoc ningú podia emprendre cap acció contra ell. En alguns casos se li negava el dret a ser enterrat en cap territori de l'Àtica. De fet, la pèrdua més important era no poder participar en les assemblees populars.

### Delictes que comportaven l'atímia perpètua
La condemna podia venir per fer o acceptar suborns, per malversar diners públics i per diversos delictes militars, com ara no incorporar-se a l'exèrcit, mostrar-se covard en una batalla, desertar del lloc assignat o desertar de l'exercit. També si donava fals testimoni podia ser condemnat, o tenia una mala conducta cap als seus pares. També si maltractava o insultava d'obra o per escrit a un magistrat en exercici de les seves funcions i si malgastava la seva fortuna. Per les lleis restrictives del matrimoni, també s'aplicava a qui feia passar pe atenenca una dona estrangera i la donava en matrimoni a un atenenc, i segons Demòstenes a qui consentia l'adulteri de la seva dona.

## Un cas especial d'atímia perpètua
Hi havia el cas d'atímia perpètua parcial, on un ciutadà perdia només alguns dels seus drets, i s'especificava en cada cas quins eren els drets que no podia exercir. Si un home presentava una acusació pública i després es retirava o no rebia almenys una cinquena part de vots favorables per part dels jutges a favor de la seva acusació, era condemnat a pagar mil dracmes i se'l privava de poder-se presentar com a acusador en cap altre cas. Si l'acusació havia estat per un cas d'impietat, també es privava a l'acusador del dret a entrar als temples públics. Aquesta atímia durava tota la vida del culpable.
Si es descobria a algú condemnat per atímia exercir un dret que no li pertocava podia ser immediatament denunciat i empresonat, i se'l podia castigar fins i tot amb la mort. Demòstenes diu que la suspensió de l'atímia era possible però molt difícil, i Xenofont explica que en èpoques de gran perill per la república es podia rescindir a tothom la pena de l'atímia per a poder comptar amb el major nombre de ciutadans.